# Simone Pétrement
Simone Pétrement, née le 6 juin 1907 à Nemours (Algérie) et morte le  15 décembre 1992 à Margency, est une philosophe française spécialisée dans les origines chrétiennes du gnosticisme.

## Biographie sommaire
Étudiante au lycée Henri-IV dans la khâgne d'Alain, Simone Pétrement est la camarade de classe de Simone Weil.
Elle est élève de l'École normale supérieure (promotion L1927 ; l'une des trois premières femmes en lettres, avec Clémence Ramnoux et Suzanne Roubaud). Agrégée de philosophie (1931) puis docteur ès lettres (Paris, 1947), elle exerce les fonctions de conservatrice à la Bibliothèque nationale de France.
L'Académie française lui décerne en 1974 le prix Broquette-Gonin pour sa biographie La vie de Simone Weil
Son livre de 1985, Le Dieu séparé : les origines du gnosticisme, soutient que le gnosticisme est né au sein du christianisme, en particulier à partir de tendances trouvées dans les Épîtres de Paul et l'Évangile selon Jean. Cet argument est distinct de la vision traditionnelle, selon laquelle le gnosticisme est une hérésie issue d'un christianisme « pur » originel représenté par l'Église catholique ultérieure, mais contraire à la vision alors dominante selon laquelle le gnosticisme est né du judaïsme. Le Dieu séparé est couronné en 1985 par le prix Montyon de l'Académie française.

## Œuvres
- Simone Pétrement, Le dualisme dans l'histoire de la philosophie et des religions. Introduction a l’étude du dualisme platonicien, du gnosticisme et du manichéisme, Paris, Gallimard, 1946
- Simone Pétrement, Le dualisme chez Platon, les gnostiques et les manichéens, Paris, Presses universitaires de France, 1947
- Simone Pétrement, Valentin est-il l'auteur de l’Épître à Diognète?, Strasbourg, Faculté de Théologie Protestante, 1966
- Simone Pétrement, Le mythe des sept archontes créateurs peut-il s'expliquer à partir du christianisme?, Leyde, E. J. Brill, 1967
- Simone Pétrement, La vie de Simone Weil, Paris, Fayard, 1997 (ISBN 978-2-2136-7483-4, lire en ligne)
- Simone Pétrement, Le Dieu séparé. Les origines du gnosticisme, Paris, Les Éditions du Cerf, 1984 (ISBN 2204021660)